# متز
متز أو ماص أو ماصة (بالفرنسية: Metz)‏ هي مدينة تقع في شمال شرق فرنسا، عاصمة منطقة اللورين وتابع لإدارة أقليم موزيل. وهي تقع عند التقاء موزيل ونهر موزيل.
وقد تم اختيار متز عاصمة المنطقة التي أنشئت حديثا لورين في منتصف القرن العشرين على الرغم من أن نانسي كانت العاصمة التاريخية لدوقية لورين. وصل عدد سكانها عام 2008 إلى 121،841 نسمة.
ذكرها الادريسي في نزهة المشتاق في اختراق الآفاق: "ومن بزنشون إلى مدينة بزلة شرقا خمسون ميلا وبزلة يزعم قوم أنها من أرض اللمانيين وقوم يقولون إنها من أرض برغونية وهي قصر كبير وبلد عامر كثير ومن بزنشون إلى مدينة ماص ثمانون ميلا ومن بزلة إلى بردون سبعون ميلا بين شمال وغرب ومن بزلة إلى إشبيرة خمسون ميلا ومدينة إشبيرة على نهر رين وهي كبيرة عامرة وكذلك بزلة على غربي هذا النهر أيضا وبين إشبيرة وبردون غربا أربعون ميلا وبرغونية اللمانيين ولاتها وعمالها تحت طاعة اللماني وهو جابيها وحاميها. ويلي برغونية اللمانيين في جهة الشمال أرض لهرنكة وهي أرض صغيرة لكنها عامرة بالقرى والحروث المتصلة والمواشي والخيرات ومن مدنها ماص ولياج وقمراي. فأما مدينة ماص فإنها مدينة حسنة كبيرة منخرقة سكانها أهلوها وفيها صناعات وآلات يتصرفون فيها وبين مدينة ماصة ومدينة بردون ثلاثون ميلا ومن مدينة ماص أيضا إلى لياجة مائة ميل".

## توأمة
لمتز اتفاقيات توأمة مع كل من:
- لوكسمبورغ
- ترير
- غلوستر
- سان دوني
- كرمئيل
- ييتشانغ
- تايلر
- هرادتس كرالوفه (1 ديسمبر 2001 - )
- كانساس سيتي
- Djambala [الإنجليزية]‏
- طنجة

## أعلام
- لويس لي برينس
- جان فرانسوا بيلاتير دي روزيير
- جرسونيدس
- غوستاف خان
- بول فرلان
- جان فيكتور بونسيليه